# Los Angeles Sparks

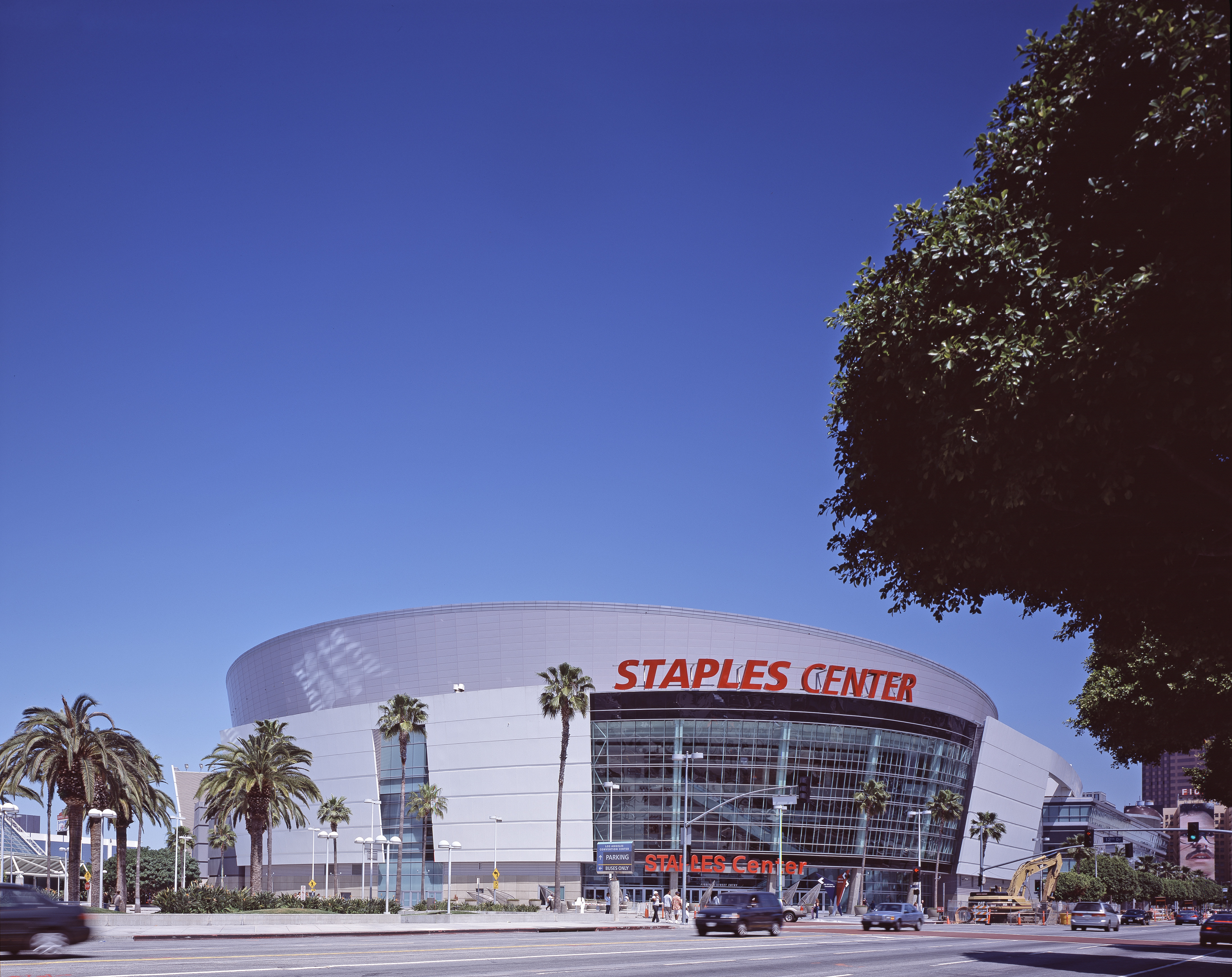
Staples Center, hem för Los Angeles Sparks.

Los Angeles Sparks, som grundades 1997, är en basketklubb i Los Angeles i Kalifornien som spelar i damligan WNBA sedan säsongen 1997. Los Angeles Sparks är ett av de åtta originallag som började spela den allra första säsongen av WNBA, och är ett av tre som fortfarande finns kvar. De andra två är New York Liberty och Phoenix Mercury. Los Angeles Sparks är också ett så kallat systerlag till NBA-laget Los Angeles Lakers.

## Historia
I premiärmatchen för WNBA den 21 juni 1997 spelade Los Angeles Sparks hemma i The Forum mot New York Liberty och förlorade med 57-67 inför 14.284 åskådare. Mellan säsongerna 2000 och 2006 vann Los Angeles Western Conference sex av sju gånger och mellan 2001 och 2003 spelade de tre raka WNBA-finaler, varav de vann de två första mot Charlotte Sting respektive New York Liberty. 2003 förlorade de mot Detroit Shock. Efter de tre finaler har Los Angeles haft det svårare att lyckas, både i ligan och slutspelet, och 2007 missade de slutspelet för första gången sedan 1998.